# Gare de Massy - Palaiseau
Pour les articles homonymes, voir Gare de Massy et Gare de Palaiseau (homonymie).
Ne doit pas être confondu avec Massy - Palaiseau (métro de Paris).
La gare de Massy - Palaiseau est une gare ferroviaire française de la ligne de Sceaux, située sur le territoire de la commune de Massy, à proximité de Palaiseau, dans le département de l'Essonne, en région Île-de-France.
Ouverte par la Compagnie du chemin de fer de Paris à Orléans (PO) et désormais exploitée par la Régie autonome des transports parisiens (RATP), la gare est desservie par les trains de la ligne B du RER. À proximité, la gare de la Grande Ceinture, exploitée par la Société nationale des chemins de fer français (SNCF) et officiellement nommée gare de Massy - Palaiseau - Grande-Ceinture, est desservie par les trains de la ligne C du RER, de la ligne V du Transilien, de la ligne 12 du tramway et par le réseau Ouigo Train Classique. Enfin, une troisième gare, celle de Massy TGV, a été ouverte en 1991 sur la LGV Atlantique ; elle est desservie exclusivement par le TGV. En outre, une station, implantée sur le tracé de la future ligne 18 du métro de Paris, est en construction sur le site.
L'ensemble constitue un important pôle multimodal de la banlieue sud de Paris, desservi par de nombreuses lignes de bus et fréquenté par plus de 45 000 voyageurs quotidiens.

## Situation ferroviaire
Trois gares distinctes se juxtaposent :
- la gare de l'ex-ligne de Sceaux, devenue RER B, exploitée par la RATP, située au point kilométrique (PK) 13,500 de cette ligne ;
- la gare du RER C, de la ligne V et de la ligne 12 du tramway, officiellement nommée gare de Massy - Palaiseau - Grande-Ceinture et exploitée par la SNCF. Avant 1937, elle était la seule gare appartenant à la Compagnie du chemin de fer de Paris à Orléans (PO) et accueillait, sur des voies séparées, la ligne de Sceaux — qui rejoignait ensuite Palaiseau par un grand virage à gauche — et la ligne de la grande ceinture de Paris, en provenance de Juvisy et à destination de Versailles-Chantiers (complétée par la ligne de Choisy-le-Roi à Massy - Verrières surnommée ceinture stratégique ou ceinture-Sud branche-Nord , construite à la demande de l'Armée). Cette gare est située au PK 106,190[2] de la ligne de la grande ceinture de Paris à l'altitude de 85 m ;
- la gare TGV, exploitée par la SNCF grandes lignes, qui constitue le nœud des interconnexions est-ouest du TGV. Installée sur les emprises de la ligne d'Ouest-Ceinture à Chartres de l'ancien réseau de l'État, elle est située au PK 14,376[3] de la ligne de Paris-Montparnasse à Monts (LGV) à l'altitude de 78 m.

De plus, le site accueille un important atelier de maintenance de la RATP ainsi qu'un atelier Infralog Île-de-France de SNCF Réseau. Des appareils de voie permettent de joindre les voies SNCF et RATP au centre du faisceau. Enfin, il y eut également un faisceau de voies de garage avec une butte de triage. Dans les années 1950, la manœuvre des wagons était assurée par une locomotive à vapeur 140 C du dépôt de Trappes.

## Histoire

### La ligne de Sceaux
Le 7 juin 1846, le chemin de fer de Paris à Sceaux est inauguré. Cette ligne à voie unique comporte un système original à voie large appelé système Arnoux. Son prolongement jusqu'à Orsay est ouvert au public le 29 juillet 1854. L'actuelle gare de Massy - Verrières est créée à cette occasion.
En 1867, la ligne de Sceaux est prolongée jusqu'à Limours.
Le 22 mai 1891, elle est mise à voie normale et doublée entre Bourg-la-Reine et Orsay.

### La ligne de Grande ceinture
Le 1er mai 1883, le trafic de la ligne de Grande Ceinture ouvre aux voyageurs sur la section de Versailles-Chantiers à Savigny-sur-Orge.
Pour créer une correspondance avec la gare de la ligne de Sceaux, une nouvelle station est ouverte aux voyageurs et aux marchandises. Située à mi-chemin des gares de Massy (actuellement Massy - Verrières) et de Palaiseau, dans une plaine encore vierge de toute habitation, elle prend le nom de Massy - Palaiseau. Les installations de la ligne de Sceaux se situent à distance, ce qui rend malaisés les échanges de voyageurs par une passerelle malcommode. La différence d'écartement entre les deux lignes empêche l'échange de wagons et impose la construction d'un quai de transbordement des marchandises, situation subsistant jusqu'à la mise à voie normale (1,435 m) de la ligne de Sceaux en 1891.

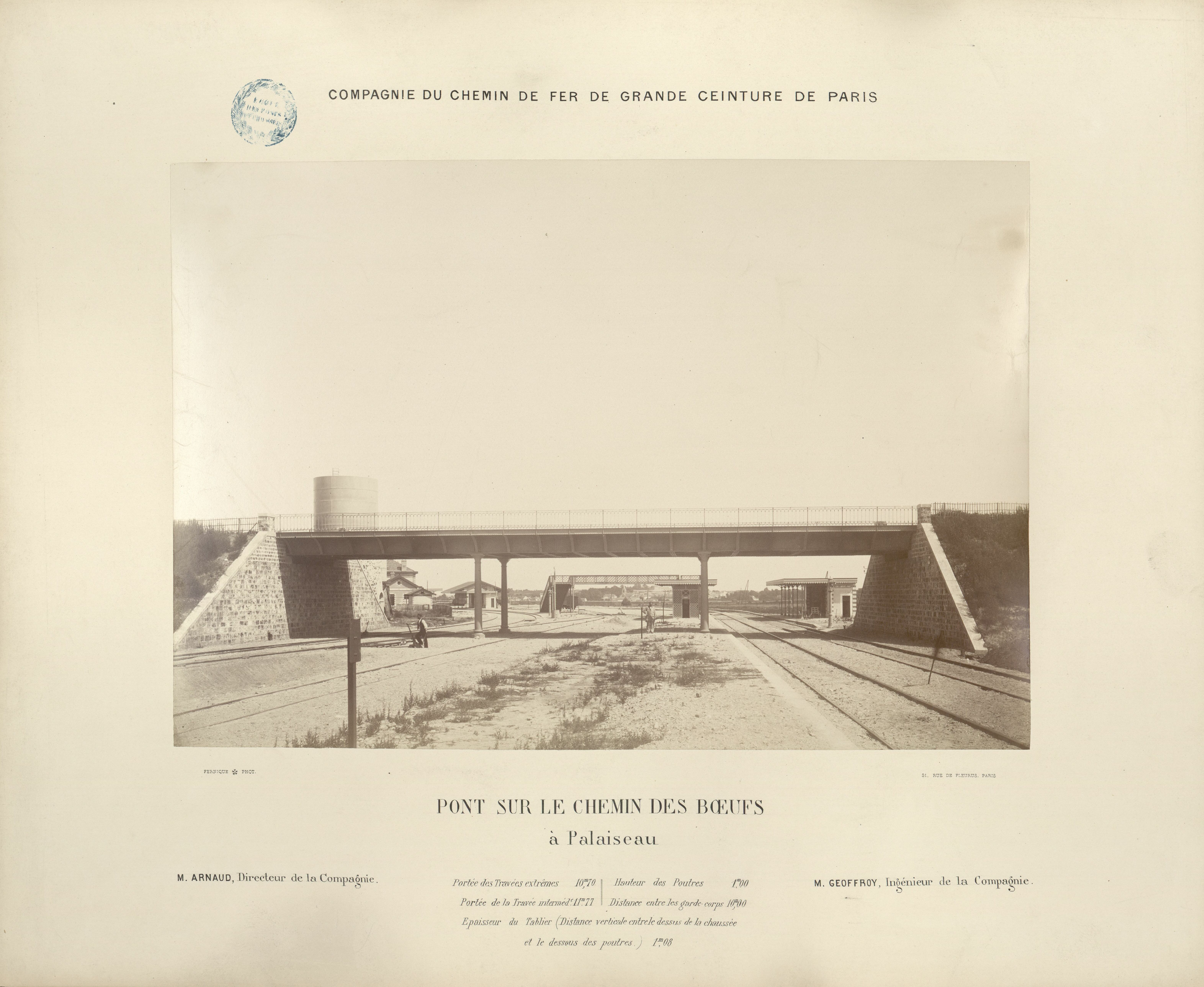
Pont du chemin des bœufs à l'entrée de la station de Massy - Palaiseau vers 1900.

Un pont reliant deux parties du chemin des bœufs (voie marquant la limite du territoire des communes de Massy et de Palaiseau) est construit enjambant les voies en sortie sud de la station. Ce pont disparait lors du réaménagement des installations dans les années 1930.
Jusqu'aux années 1965, on pouvait encore voir le tracé abandonné de la ligne de Sceaux à son départ de la gare ancienne vers celle de Palaiseau. De nos jours, la route départementale 156 occupe à peu près cet emplacement resté libre depuis la déviation due à l'électrification par la Compagnie du chemin de fer de Paris à Orléans (PO) avant d'être cédée à la Compagnie du chemin de fer métropolitain de Paris (CMP).
Le 15 mai 1939, le trafic voyageurs prend fin sur la section nord de la Grande ceinture de Versailles-Chantiers à Juvisy par Achères, Sartrouville, Noisy-le-Sec. Par contre, il subsiste sur la section sud, entre Juvisy et Versailles via Massy - Palaiseau.

### La ligne de Choisy-le-Roi à Massy - Verrières
Le 18 octobre 1886, la ligne de Choisy-le-Roi à Massy - Verrières (surnommée ligne de grande ceinture stratégique car demandée par l'Armée) atteint la gare de Massy depuis Choisy-le-Roi.
Elle ferme le 15 mai 1939. Elle rouvre aux voyageurs dans les années 1970-1980 et constitue l'une des branches de la ligne C du RER.

### Le nœud ferroviaire de Massy - Palaiseau
En 1886, Massy devient un nœud ferroviaire.
Entre 1919 et 1923, au lendemain de la Première Guerre mondiale, la réalisation de la ligne de Paris-Montparnasse à Chartres par Gallardon entraîne d'importants travaux à Massy. Le projet définitif approuvé le 18 janvier 1910 prévoit de rassembler l'ensemble des voies des lignes de Sceaux, de Paris à Chartres par Gallardon du réseau de l'État en construction et de la ceinture à l'emplacement actuel de la gare RATP dans une vaste gare commune,. La section de Massy à Chartres de la ligne par Gallardon est ouverte en 1930, exploité à raison de trois trains quotidiens avec terminus à Massy - Palaiseau puis fermée en 1939.
Afin de réaliser un réseau suburbain moderne et électrifié, la ligne de Sceaux, appartenant à la Compagnie du chemin de fer de Paris à Orléans (PO) est rétrocédée en 1937 à la Compagnie du chemin de fer métropolitain de Paris (CMP) qui deviendra plus tard la Régie autonome des transports parisiens (RATP). Entre 1935 et 1937, d'importants travaux d'infrastructure furent réalisées ; notamment l'électrification, la rectification du tracé et la construction de plusieurs gares nouvelles. La gare de Massy - Palaiseau de la ligne de Sceaux cessa alors d'être une simple dépendance des gares voisines et fut pourvue d'un bâtiment moderne d'architecture Art déco, de quais agrandis et d'une passerelle piétonne, bien utile pour les riverains car l'expansion de l'activité ferroviaire avait créé un obstacle infranchissable à la circulation locale.
Nœud ferroviaire important de la banlieue sud de Paris où transitent de nombreux convois militaires, le site est bombardé le 2 juin 1944, faisant 80 morts et 200 blessés, et désorganisant gravement l'exploitation.

### Les travaux TGV
Dans les années 1930, la construction de la section de Massy à Paris est abandonnée, ce qui laisse persister une situation irrationnelle. Les terrains réservés pour cette ligne et les ouvrages d'art réalisés de Massy en direction de Paris seront utilisés pour la construction de la LGV Atlantique et pour l'aménagement de la coulée verte du sud parisien après abandon du projet d'autoroute A10 jusqu'à Montparnasse.
La LGV Atlantique traverse le site de la gare de Massy - Palaiseau en tranchée couverte et plusieurs passages supérieurs construits dans les années 1930 ont été conservés, de sorte qu'il est difficile de deviner la présence de la ligne depuis la fin des travaux.
De nouveaux bâtiments, parkings et accès routiers ont été réalisés à l'occasion. Toutefois, les installations de la gare ont peu évolué. La traversée des voies ainsi que les correspondances entre modes de transport restaient malaisées.

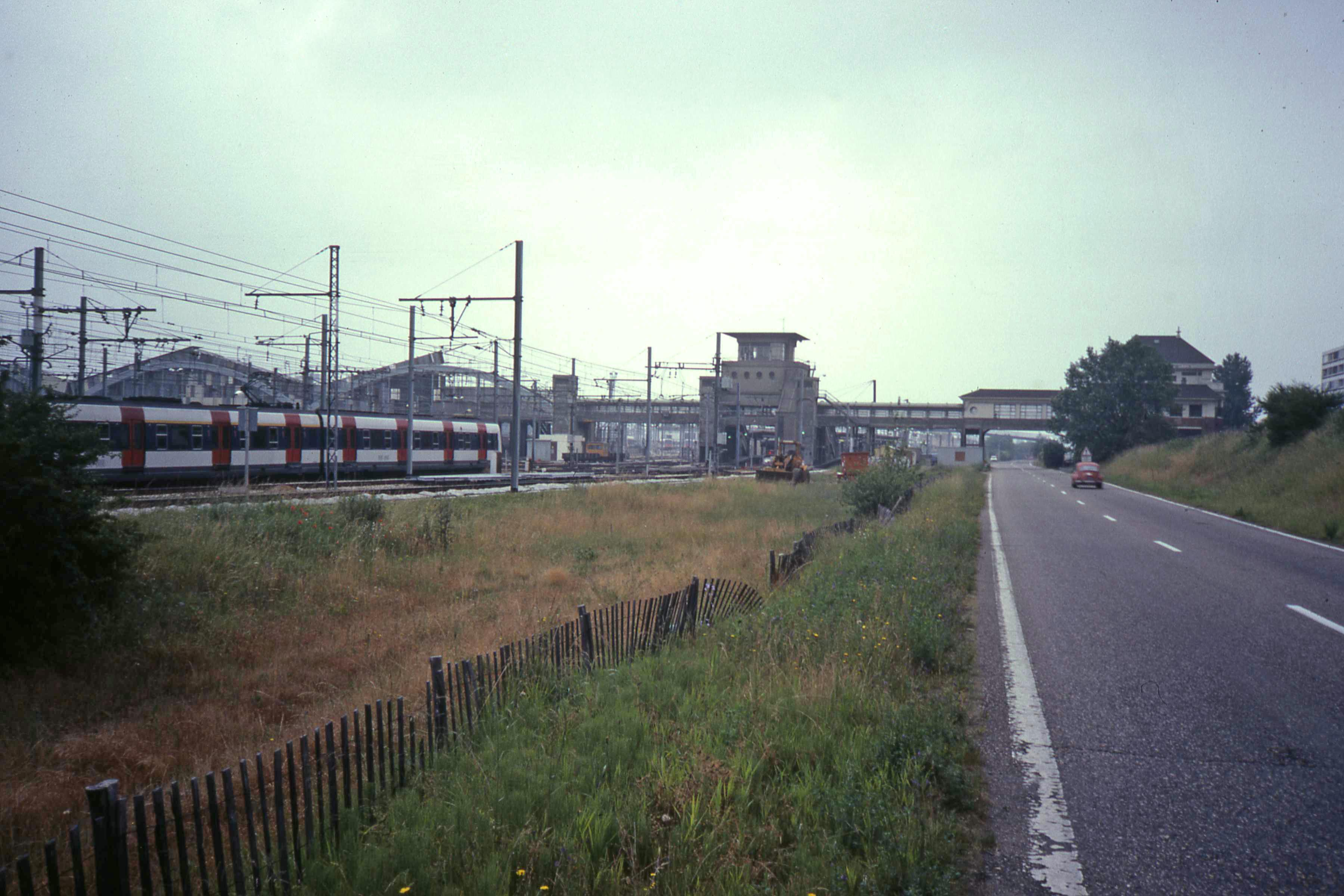
En 1983, avant les travaux. Le terre-plein gazonné correspond à l'ancienne ligne de Paris à Chartres par Gallardon.
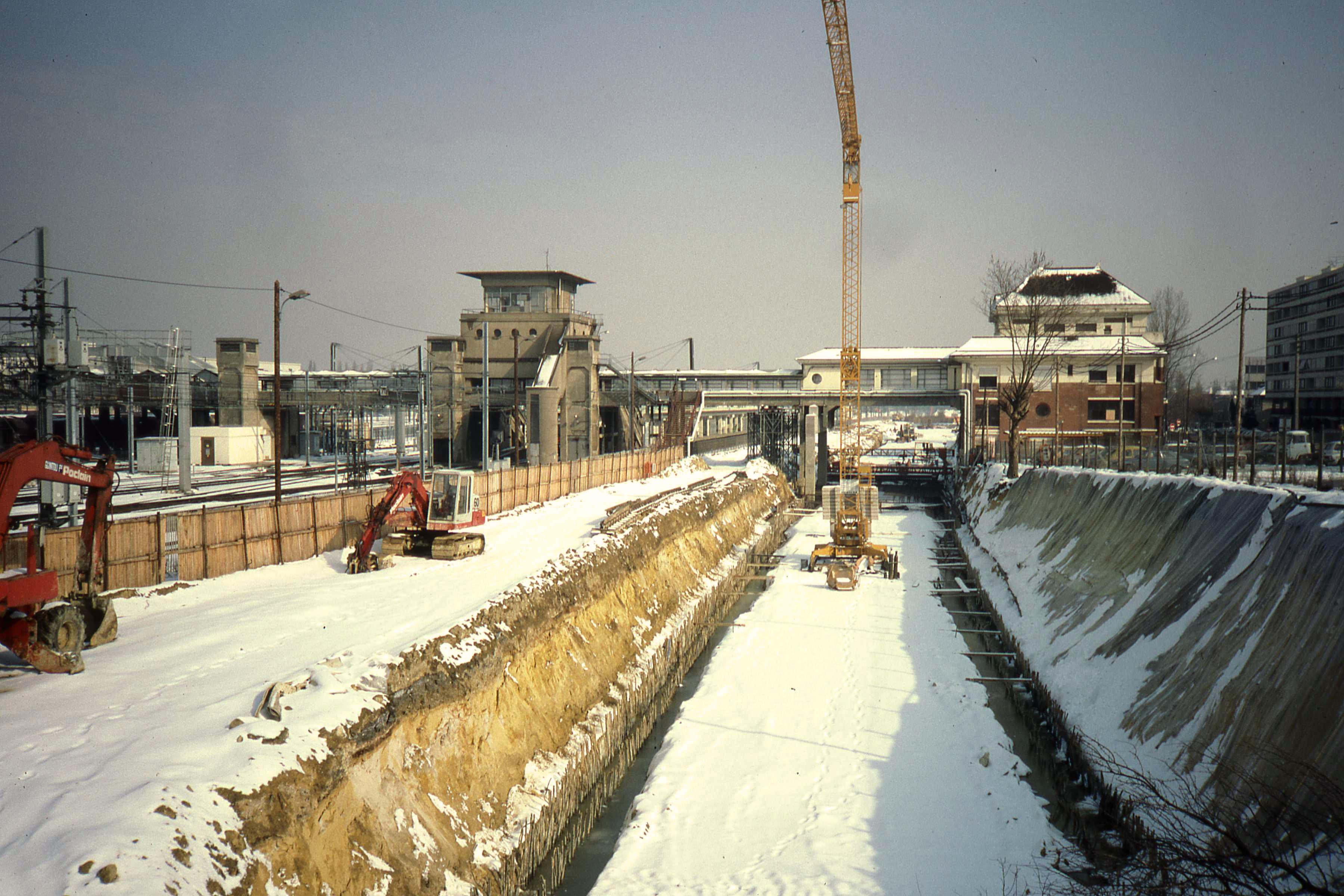
Le même endroit en 1986. La tranchée de la LGV Atlantique est creusée et la route a disparu.

### Le nouveau pôle multimodal
Après la fin des travaux de la ligne à grande vitesse, le site ferroviaire est éclaté en trois gares distinctes, celle de la RATP au sud-est sur l'ancienne ligne de Sceaux, la gare TGV à proximité et, au nord-ouest au-delà d'un important faisceau de voies de garage, la gare de la SNCF sur la ligne de Grande Ceinture (RER C et TGV desservant Versailles-Chantiers et Rouen), chacune possédant sa gare routière. Les trois gares sont reliées par une unique et longue passerelle, ne présentant aucun abri et devenue trop étroite pour l'important flux de voyageurs. Cette situation a motivé le projet de réalisation d'une nouvelle passerelle large et couverte ainsi que de deux nouveaux bâtiments voyageurs, pour chaque exploitant, afin de faciliter les correspondances entre les deux versants de ce qui constitue un important pôle multimodal.
En juin 2007, des travaux ont commencé pour une importante restructuration du pôle et une meilleure intégration dans la ville, incluant la construction de la nouvelle passerelle, le « lien » en raison du lien qu'il créera entre les deux parties de la ville coupées par le faisceau de voies ferrées, et de deux nouvelles gares routières en remplacement des anciennes. La passerelle, très lumineuse car bordée de 2 600 m2 de vitres sur ses 241 m de long et ses 9 m de large, surplombe les voies de la ligne de Sceaux, et de la ligne de la grande ceinture de Paris, à environ 7,6 m au-dessus du sol. Elle est soutenue par six piliers et deux noyaux d'extrémité. Accessible aux handicapés, elle permet de faciliter les correspondances entre le RER B, le RER C, la ligne V et le TGV, dans un contexte d'augmentation prévue du trafic avec les études de la LGV Interconnexion Sud, du tram-train Évry – Massy, devenu la ligne 12 du tramway d'Île-de-France et de la ligne 18 du Grand Paris Express. Le projet est estimé à 68,7 M€, pour 27 000 traversées attendues chaque jour.

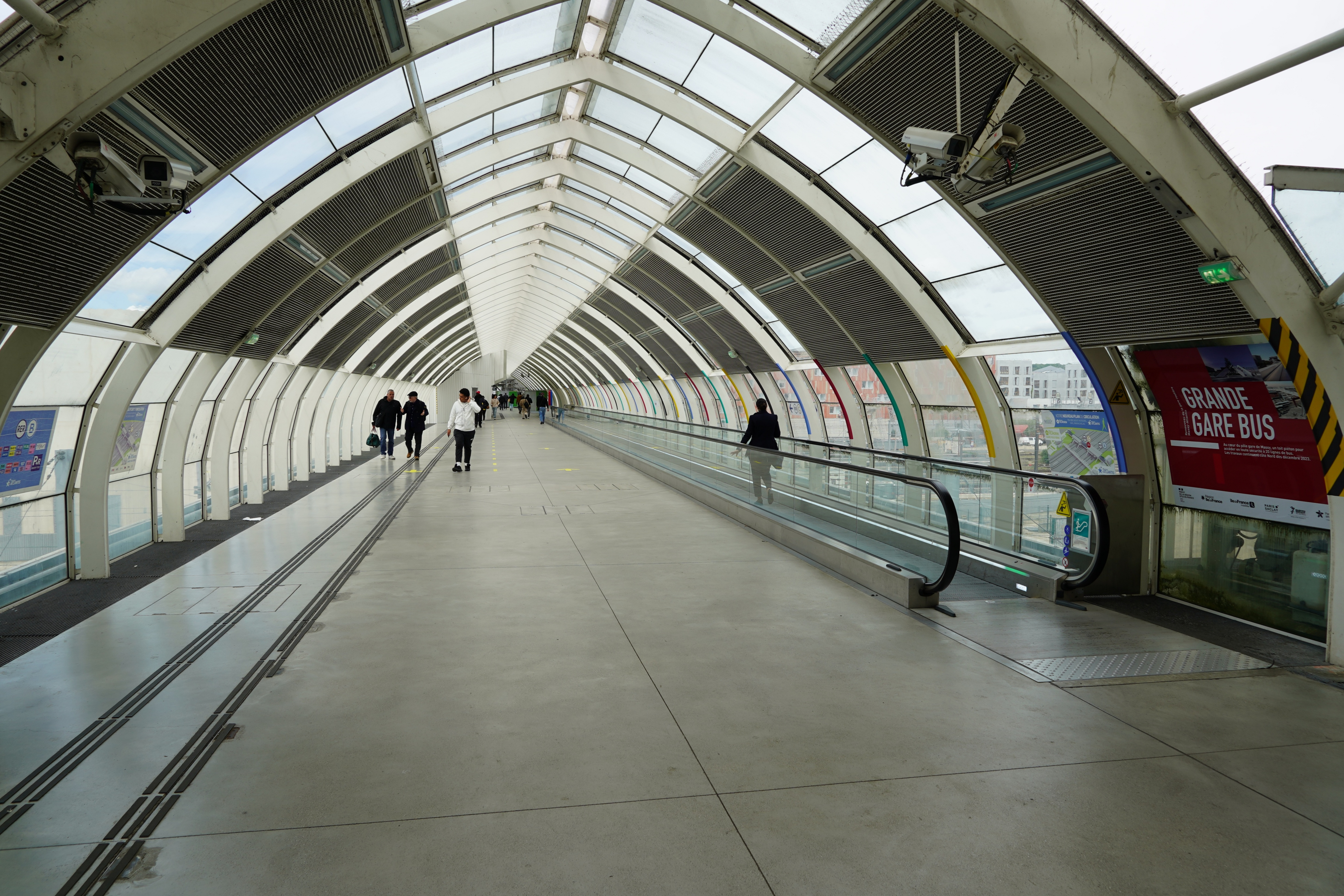
La passerelle ouverte en 1 2012 afin de mieux relier les gares RATP, SNCF et les gares routières adjacentes.

L'inauguration, initialement prévue pour le printemps 2011, est repoussée à 2012 en raison d'un litige avec l'entreprise chargée de la construction.
La mise en service du nouveau pôle multimodal a eu lieu de manière échelonnée. Le 31 janvier 2012, ont été mis en service la passerelle et les escaliers fixes d'accès au RER B. En février 2012, ont été ouverts les escaliers fixes d'accès au RER C et en mai 2012 ont été mis en service les escaliers mécaniques.
L'ancienne gare SNCF de Grande Ceinture datant des années 1880 desservant la ligne du RER C est remplacée par un bâtiment à l'extrémité de la nouvelle passerelle du côté du quartier Vilmorin et fermée aux voyageurs. Le bâtiment de la gare désaffectée est utilisé par la « recyclerie sportive ».
La gare RATP (ex-CMP) de 1937 remplacée par un bâtiment à l'autre extrémité de la nouvelle passerelle côté quartier Atlantis est également abandonnée. Ce bâtiment reste sans affectation en 2023.
L'ancienne passerelle au-dessus des voies devait initialement être détruite. Il fut ensuite question de l'utiliser pour relier les quartiers Atlantis et Vilmorin situés de part et d'autre du complexe ferroviaire,, notamment la nuit aux heures de fermeture de la nouvelle passerelle. Mais en 2020, elle est finalement rétablie dans sa fonction d'accès aux quais, en complément de la nouvelle passerelle, uniquement entre la gare routière Atlantis et le RER B : la demande des riverains de pouvoir traverser le complexe ferroviaire de nuit reste à ce jour lettre morte.

Vues panoramiques de la gare
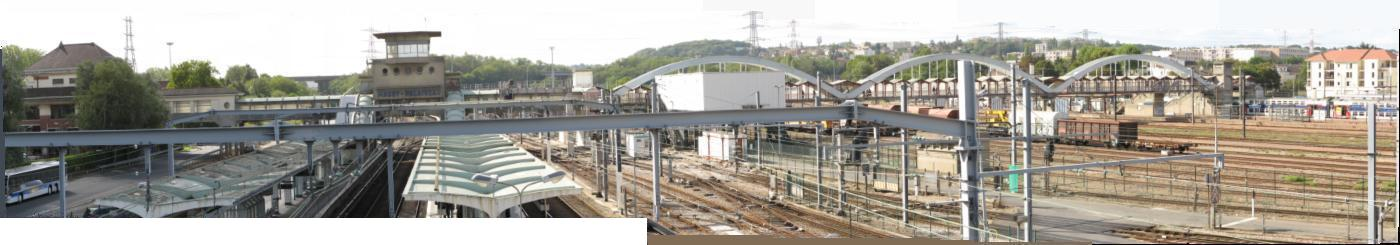
Vue avant les travaux de 2007-2010 : station RATP à gauche (RER B) et passerelle permettant la jonction entre la gare RATP et la gare SNCF (à droite).
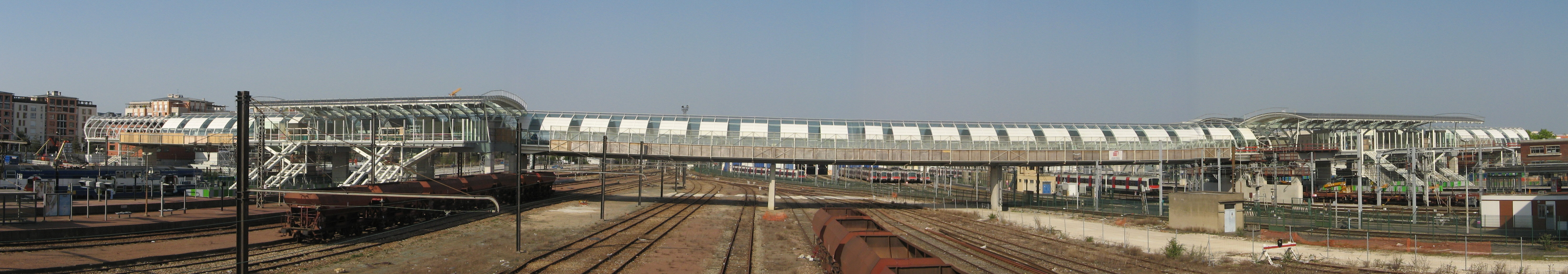
Vue de la nouvelle passerelle en cours d'achèvement, au printemps 2010.

### Ligne 12 du tramway d'Île-de-France
Depuis le 9 décembre 2023, la gare constitue le terminus de la ligne 12 du tramway. La station terminale est implantée dans la gare de la SNCF, avec un quai commun avec les trains de la ligne V du Transilien en direction de Versailles-Chantiers, afin de faciliter la correspondance dans cette direction.
Un atelier-garage est implanté à proximité depuis 2019, afin d'entretenir les vingt-trois rames du parc. Il est situé sur un terrain autrefois militaire, avec quai d'embarquement, près de la départementale 117 avant son franchissement de la Grande Ceinture (GC). La voie de desserte de ce quai a très longtemps été raccordée, juste avant le passage supérieur de la départementale, à la voie impaire de la GC jusque dans les années 1960.

## Fréquentation
En 2021, 6 819 340 voyageurs sont entrés dans cette gare par l'entrée RATP, ce qui la place en 7e position des gares de RER exploitées par la RATP pour sa fréquentation. Cette même année 2021, la fréquentation annuelle estimée par la SNCF (par l'entrée du RER C) est de 4 675 988 voyageurs.

## Service des voyageurs

### Desserte
La gare est desservie par les trains des lignes B et C du RER, par les trains de la ligne V du Transilien ainsi que par la ligne 12 du tramway.
La gare de la ligne C du RER, dont elle constitue le terminus de la branche, est également desservie par des TGV intersecteurs (un aller-retour par jour) circulant entre la Haute-Normandie (Le Havre, Rouen-Rive-Droite) et le Sud-Est (Lyon-Part-Dieu, Valence TGV, Avignon TGV et Marseille-Saint-Charles) ; les autres TGV Province-Province en provenance ou en direction de la LGV Atlantique et desservant Massy s'arrêtent, eux, dans la gare de Massy TGV. Enfin, s'ajoute le service Ouigo Train Classique, qui assure des liaisons entre Nantes ou Rennes et Paris-Austerlitz.

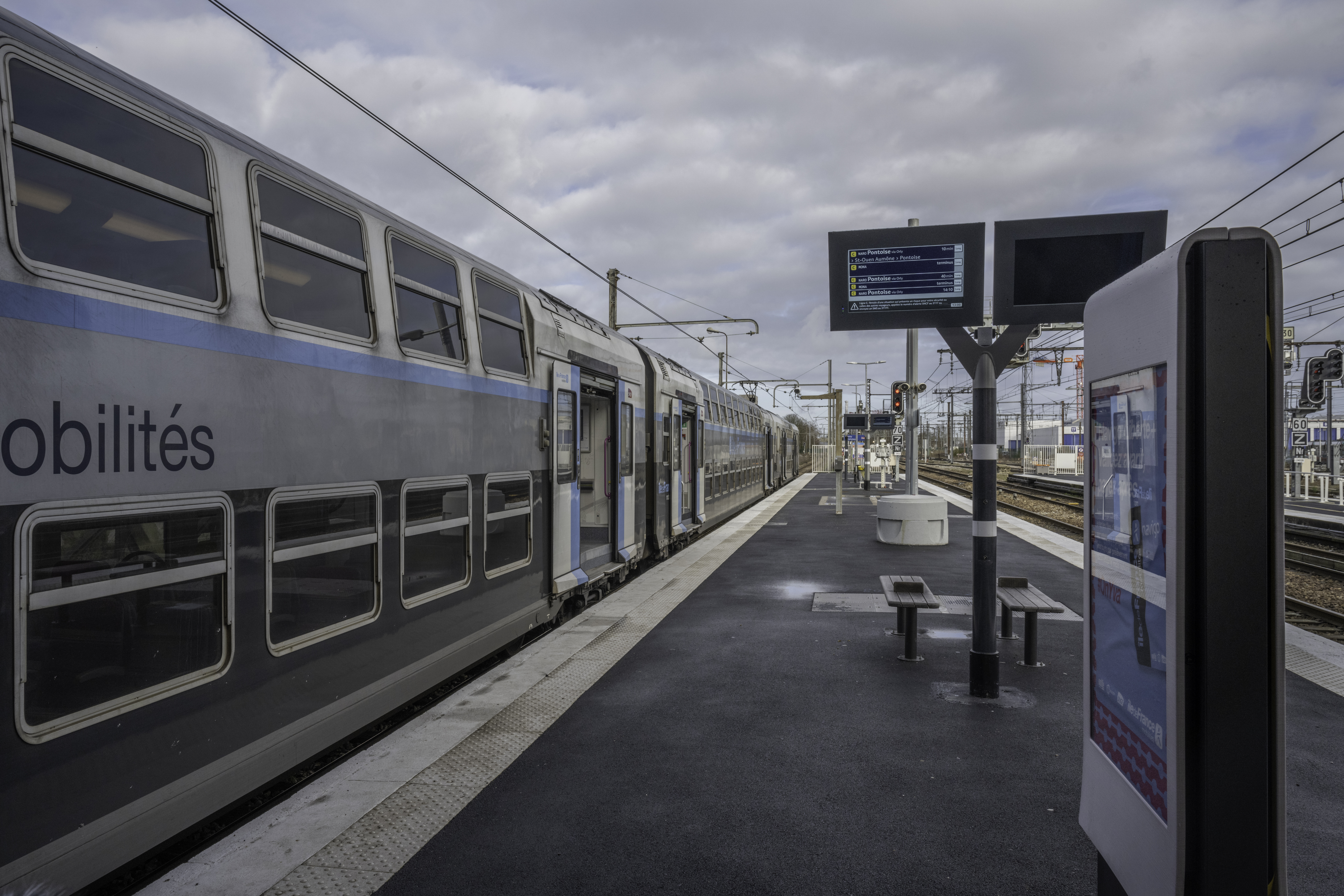
Z2N de la ligne C à quai.
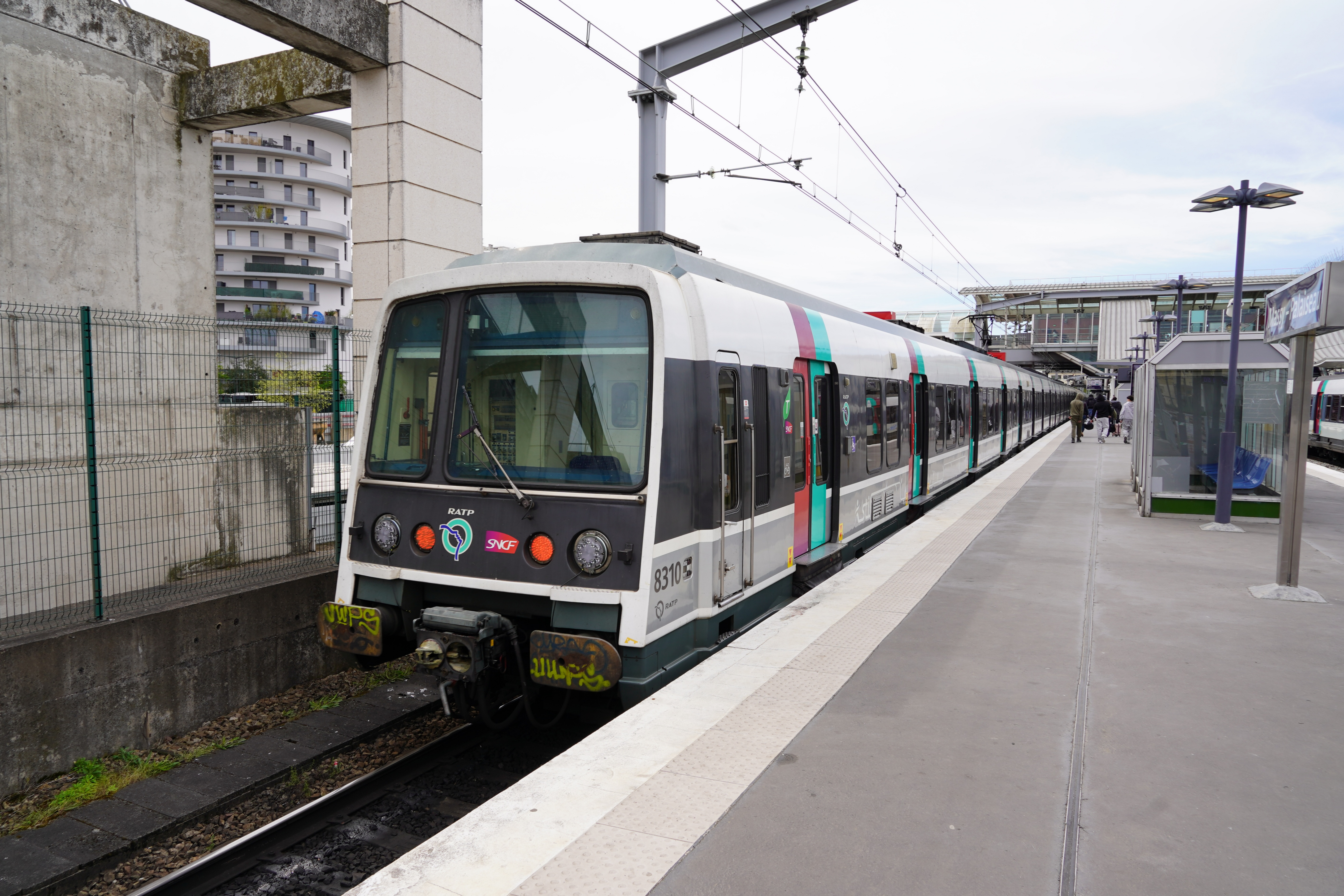
Train MI 79 de la ligne B à quai voie 1.
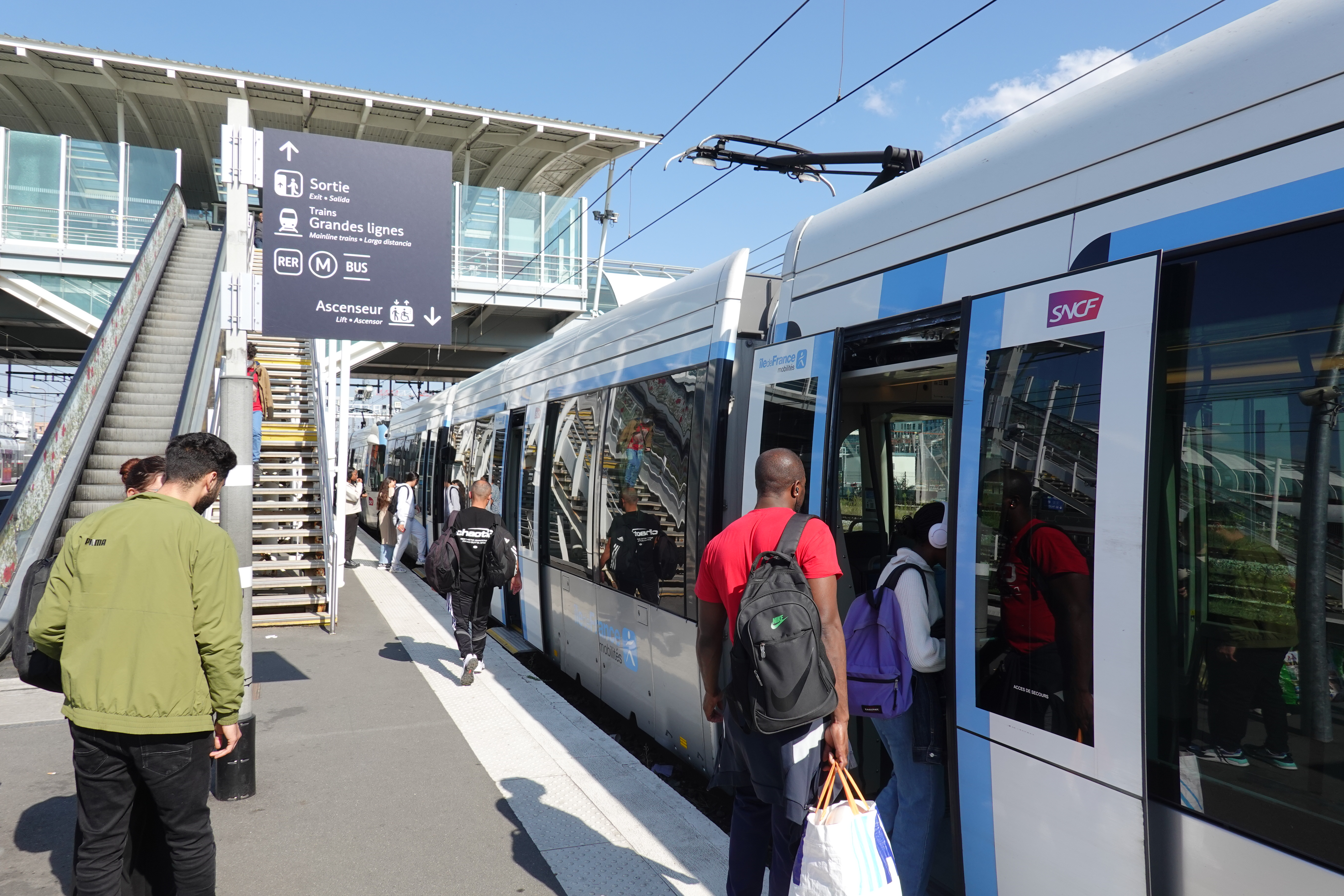
U 52600 de la ligne T12 à quai en gare.

### Intermodalité
La gare est desservie par les lignes 5154 et 9111 du réseau de bus Île-de-France Ouest, par les lignes 4501 et 4503 du réseau de bus Cœur d'Essonne, par les lignes 119, 196, 199, 319 et 399 du réseau de bus RATP, par les lignes 2, 14, 15, 22, 23, 60, DM11A, DM11C, DM11E, DM11G, DM12, 91.06, E, J et Y du réseau de bus Paris Saclay Mobilités, par la ligne 6177 du réseau de bus de Vélizy Vallées, par la ligne 9103 du réseau de bus Essonne Sud Ouest, par la ligne 3755 du réseau de bus de Sénart et, la nuit, par les lignes N63 et N122 du réseau Noctilien.

## Service des marchandises
La gare de Massy - Palaiseau - Grande-Ceinture est ouverte au service du fret, mais uniquement au train massif.

## Projets

### Grand Paris Express
D'après Île-de-France Mobilités (IDFM) (anciennement STIF), la gare devrait être desservie par la ligne 18 de métro du Grand Paris Express à partir de 2026,,. La conception de la station est confiée à Richez Associés.
La nouvelle station, souterraine, devrait être dotée d'un grand bâtiment en forme de voûte, largement vitré, situé au centre du pôle d'échanges entre les lignes du RER B et du RER C ; il sera implanté à la place de quelques voies du faisceau, à égale distance des deux passerelles auxquelles il sera connecté et jouera le rôle de puits de lumière,.
En mai 2020, la construction est attribuée à un groupement conduit par Vinci Construction Grands Projets.

### Grande Gare Bus

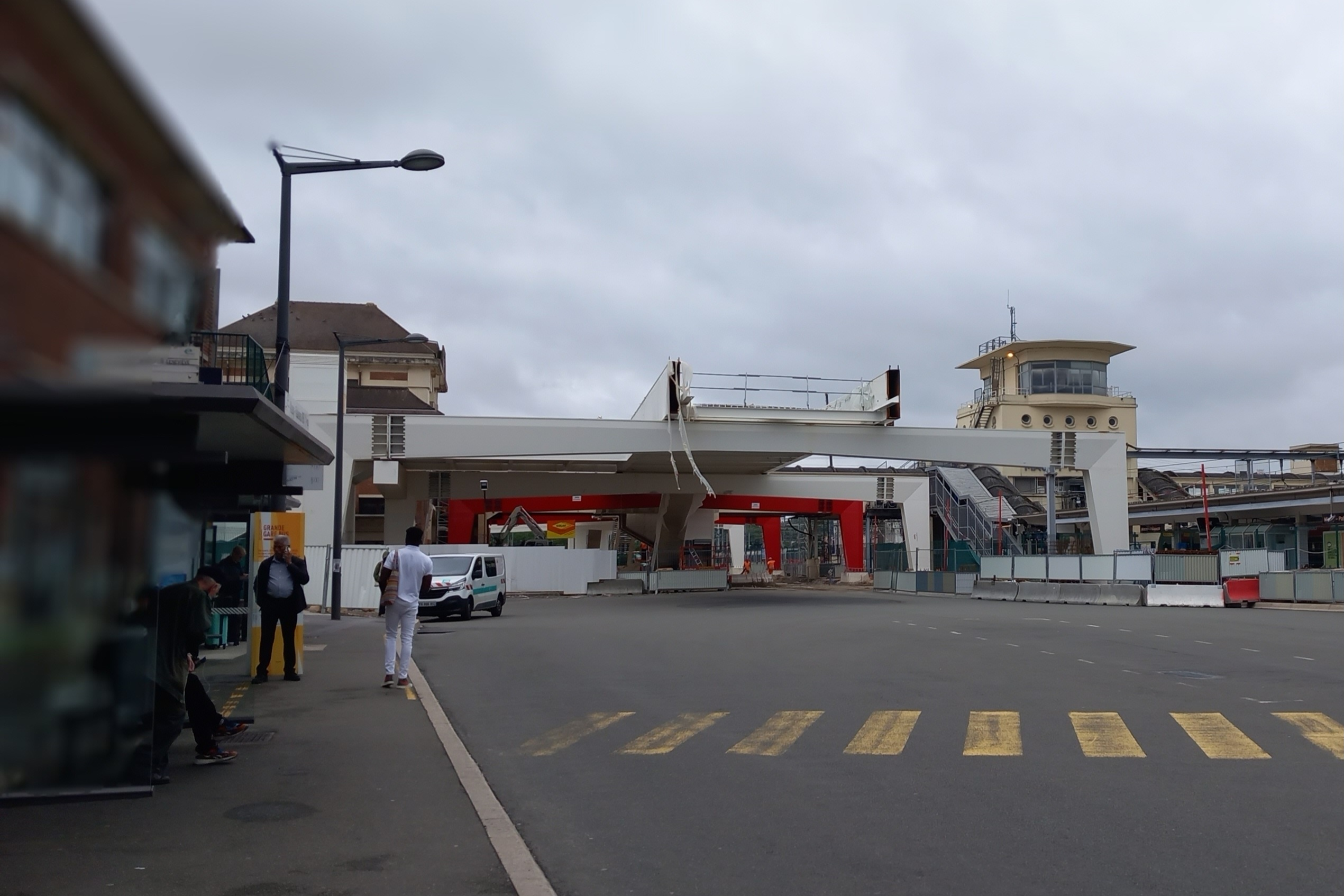
Chantier de la Grande Gare Bus en août 2023.

Parallèlement au projet de correspondance avec la ligne 18 du métro de Paris, la ville de Massy (via son aménageur Paris Sud Aménagement) lance un réaménagement de la gare routière Atlantis, victime de son succès. Le projet, baptisé Grande Gare Bus, consiste à réaliser une nouvelle passerelle perpendiculaire aux deux précédentes, desservant des quais bus répartis autour d'un îlot central s'étirant le long de la gare du RER B. Les travaux commencent début 2022 pour une ouverture attendue en 2023. Cependant, début 2024 les travaux ne sont toujours pas achevés. Ils sont en effet à l'arrêt à cause d'un surcoût de près de 5 millions euros.

## Patrimoine ferroviaire

### Gare de la Grande ceinture
Cette gare est la plus ancienne encore présente sur le site. Située de l'autre côté du faisceau de voies, elle est desservie par le RER C, ligne V et la ligne T12.

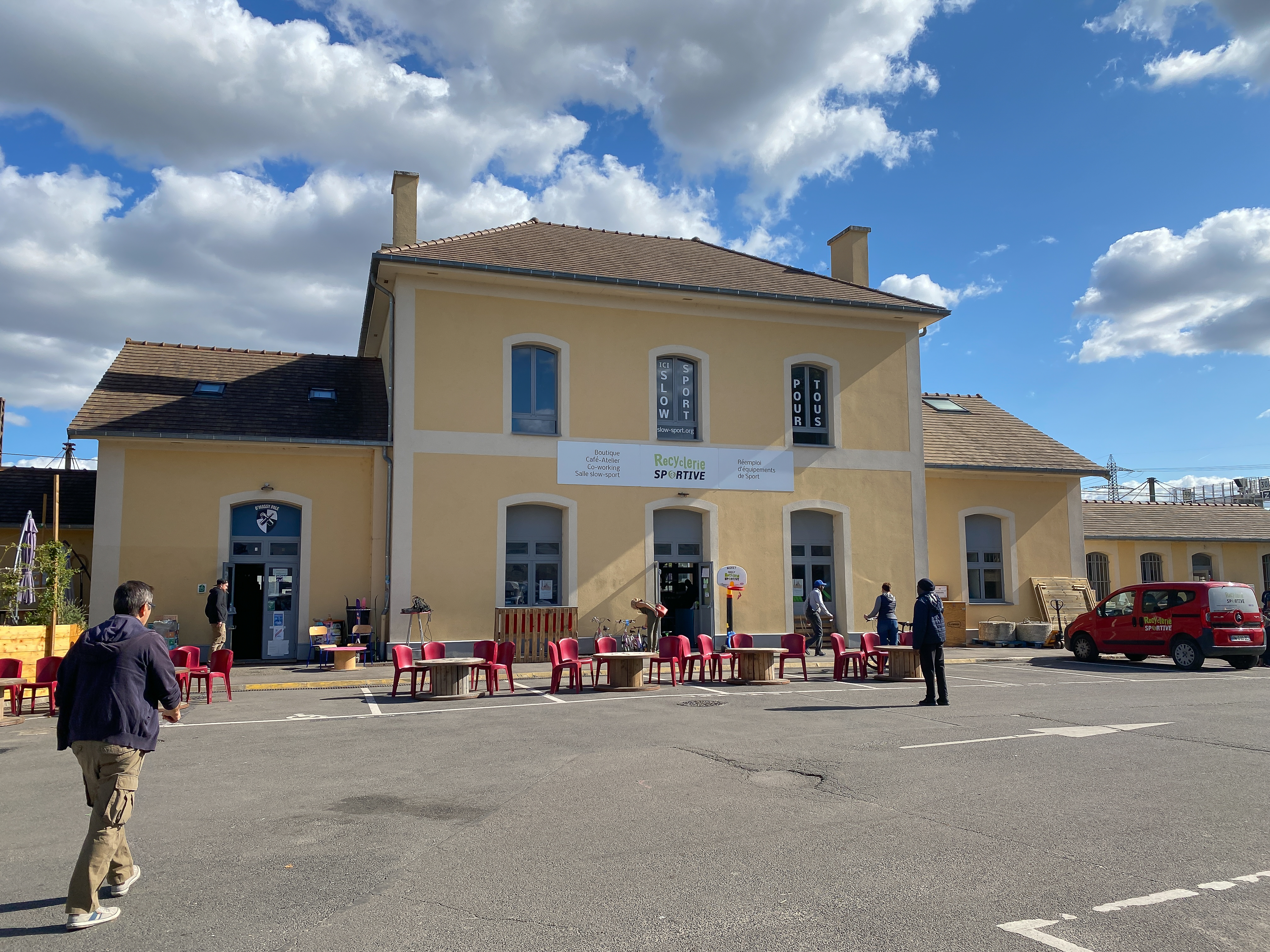
Ancien bâtiment voyageurs de la grande ceinture et du RER C.

Le bâtiment voyageurs de la gare de Massy - Palaiseau - Grande-Ceinture date de 1883. Il s'agit d'un bâtiment plus grand que les gares ordinaires construites sur la ligne de la grande ceinture de Paris. Il présente des ressemblances avec celui de la gare d'Argenteuil-Grande-Ceinture : tous deux possèdent un corps central de trois travées sous toiture à deux croupes avec une façade enduite avec des bandeaux de brique et un soubassement en pierre, des pilastres et entourages de baies décorés de chaînages alternant la brique et la pierre de taille ainsi qu'une corniche à lambrequins. L'horloge de la gare côté cour, désormais disparue, surplombe la travée médiane avec un fronton arrondi.
Son aspect actuel est le résultat de multiples altérations ; un ravalement de façade, effectué à la fin des années 2010 lui a cependant rendu sa couleur jaune d'origine.
Fermée aux voyageurs à la suite de l'ouverture de la nouvelle passerelle, l'ancienne gare Grande Ceinture/RER C accueille une recyclerie sportive depuis 2019.

### Gare des Chemins de fer de l'État
Un petit bâtiment de style moderniste a été édifié sur la ligne de Paris à Chartres par Gallardon. Inauguré en 1930, il était identique à plusieurs des gares de la ligne, notamment celle de Villebon-État. Ce bâtiment a depuis disparu.

### Gare de la ligne de Sceaux (1938)
Au milieu des années 1930, la ligne de Sceaux fut entièrement modernisée, électrifiée et dotée de quelques gares neuves. À cette occasion, la gare de Massy - Palaiseau reçut un nouveau bâtiment voyageurs, beaucoup plus imposant, ainsi qu'une passerelle piétonne enjambant les voies, jouxtant un poste d'aiguillage. Tous ces bâtiments furent conçus dans le style Art déco et ouverts en 1938.
En effet, dès 1929, la Compagnie du chemin de fer métropolitain de Paris souhaite créer, pour répondre aux besoins des banlieues pavillonnaires en pleine extension, un « réseau régional » précurseur de l'actuel RER. Seul l'aménagement de la ligne de Sceaux, entre Paris-Luxembourg, Robinson et Massy - Palaiseau, fut réalisé avant la Seconde Guerre mondiale. Parmi les aménagements prévus, la gare de Massy - Palaiseau est la plus importante, car au croisement avec la Grande Ceinture et la ligne en construction de Paris à Chartres par Gallardon.
La construction est confiée à Louis Brachet, membre de la Société des Architectes modernes, qui en sera à la fois l'architecte et le décorateur. La gare, construite entre 1934 et 1938, est monumentale : elle est organisée autour de deux halls superposés avec, sur les côtés, bureaux et logement du chef de gare. Pour s'adapter au paysage local, Brachet lui donne l'aspect d'une grande villa, notamment par la forme du toit. L'édifice est bâti avec des matériaux modernes : ossature en béton armé, façades en brique de Rethel et pierre, décoration intérieure en grès cérame. Le guichet d'origine au premier étage est rutilant. Les espaces publics intérieurs sont égayés de mosaïques dessinées par l'architecte ; elles évoquent des tapis, des nattes ou des tentures.
La gare du métro est devenue celle du RER B. Le premier étage a été réaménagé, mais le bâtiment a conservé ses assemblages de briques créant des jeux d'ombre et de lumière sur les façades, ses amples volumes intérieurs, ses escaliers monumentaux ainsi que son horloge, ses luminaires et l'essentiel de la décoration intérieure. Après l'ouverture de la nouvelle gare RATP en septembre 2012, le bâtiment a été fermé.
Déjà protégée par la ville comme bâtiment remarquable, elle est depuis 2023 labellisée comme patrimoine d'intérêt régional.
Depuis l'été 2024, des travaux de rénovation et d'aménagement sont en cours. Un tiers-lieu et un restaurant vont ainsi être créés.
La passerelle, dite historique par rapport à la nouvelle passerelle de 2012, fut un temps menacée de démolition puis envisagée comme liaison inter-quartiers (voir ci-dessus), avant d'être finalement englobée dans le projet de connexion avec la ligne 18. À ce titre, elle fait l'objet de travaux de renforcement de ses appuis en 2021.
La portion de passerelle couverte située entre le bâtiment voyageurs et le poste d'aiguillage, enjambait à l'origine la ligne de Paris à Chartres par Gallardon des Chemins de fer de l'État (jamais achevée). Elle enjambe désormais la gare routière Atlantis, elle-même en surplomb de la tranchée couverte de la LGV Atlantique.

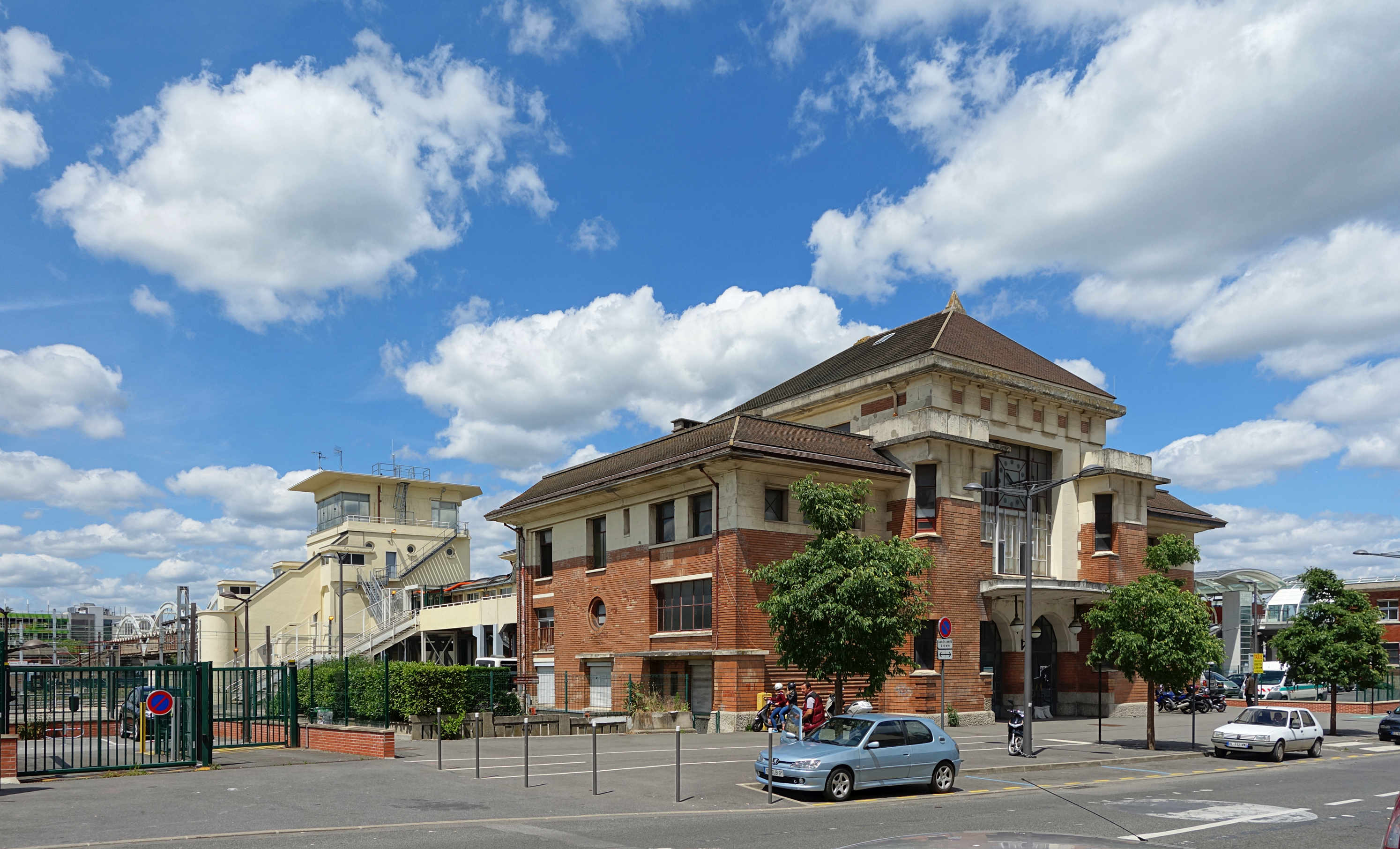
Ancien bâtiment voyageurs de la ligne de Sceaux, puis du RER B, aujourd'hui désaffecté.
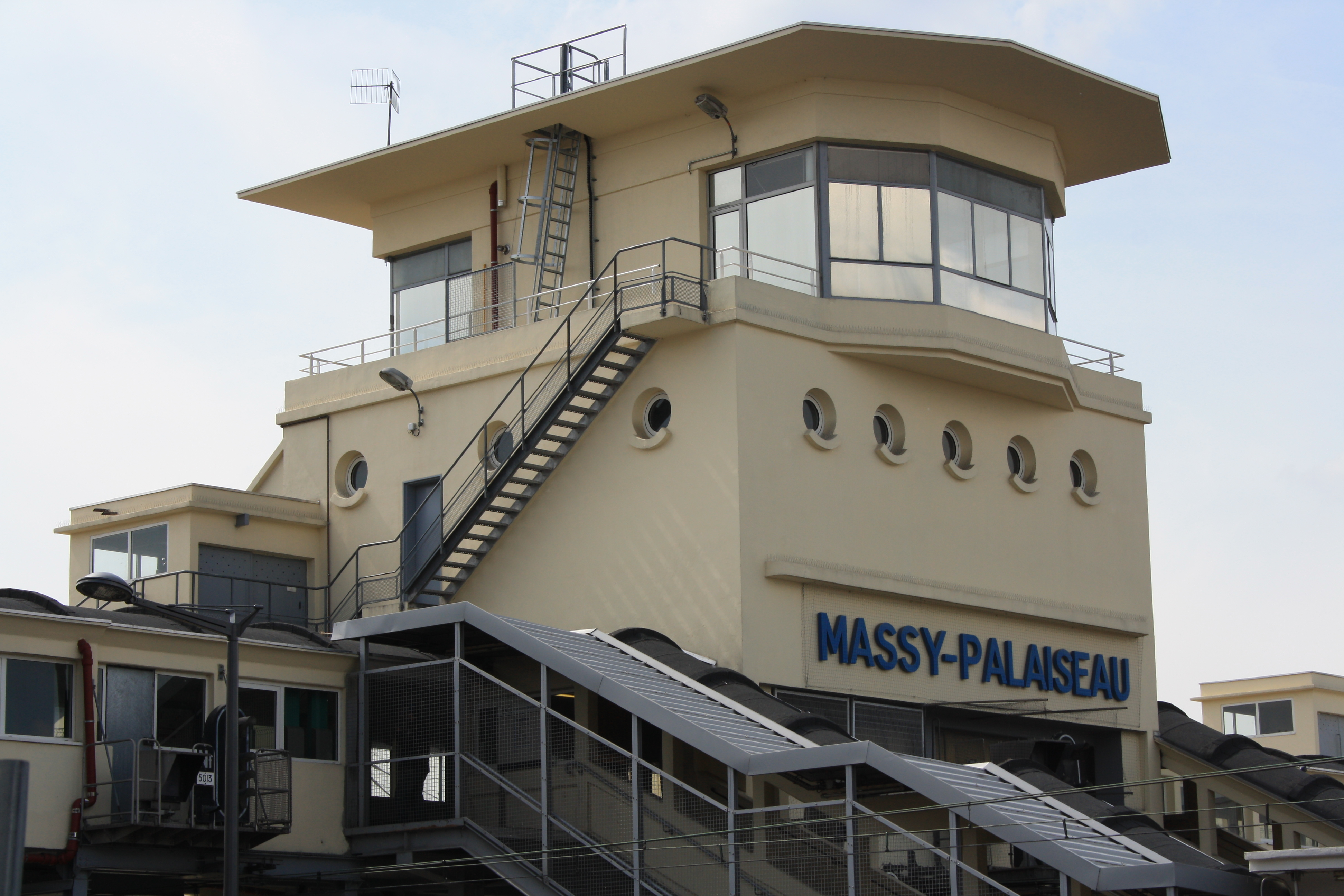
Le poste d'aiguillage.
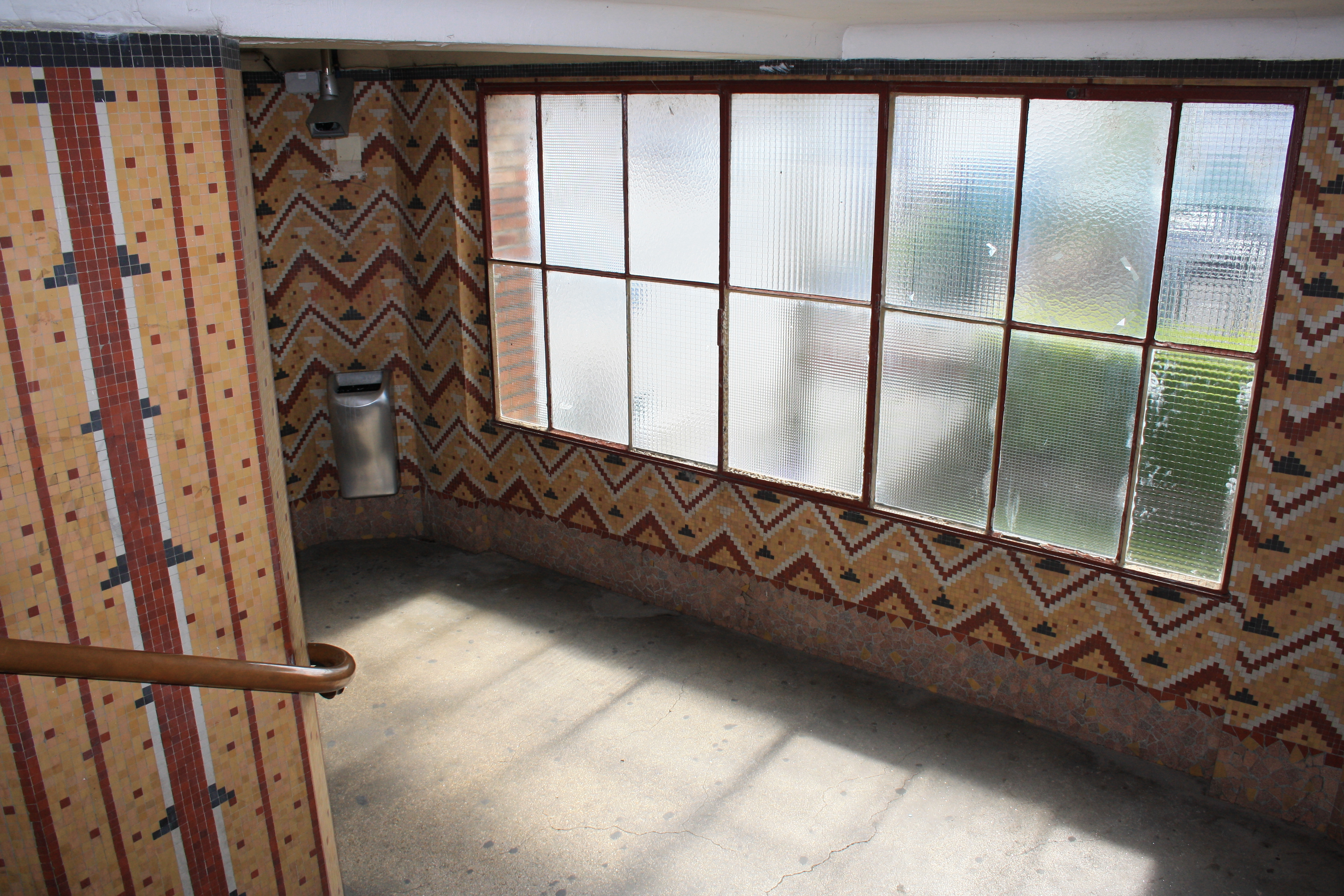
Intérieur du bâtiment : escalier menant à la passerelle.
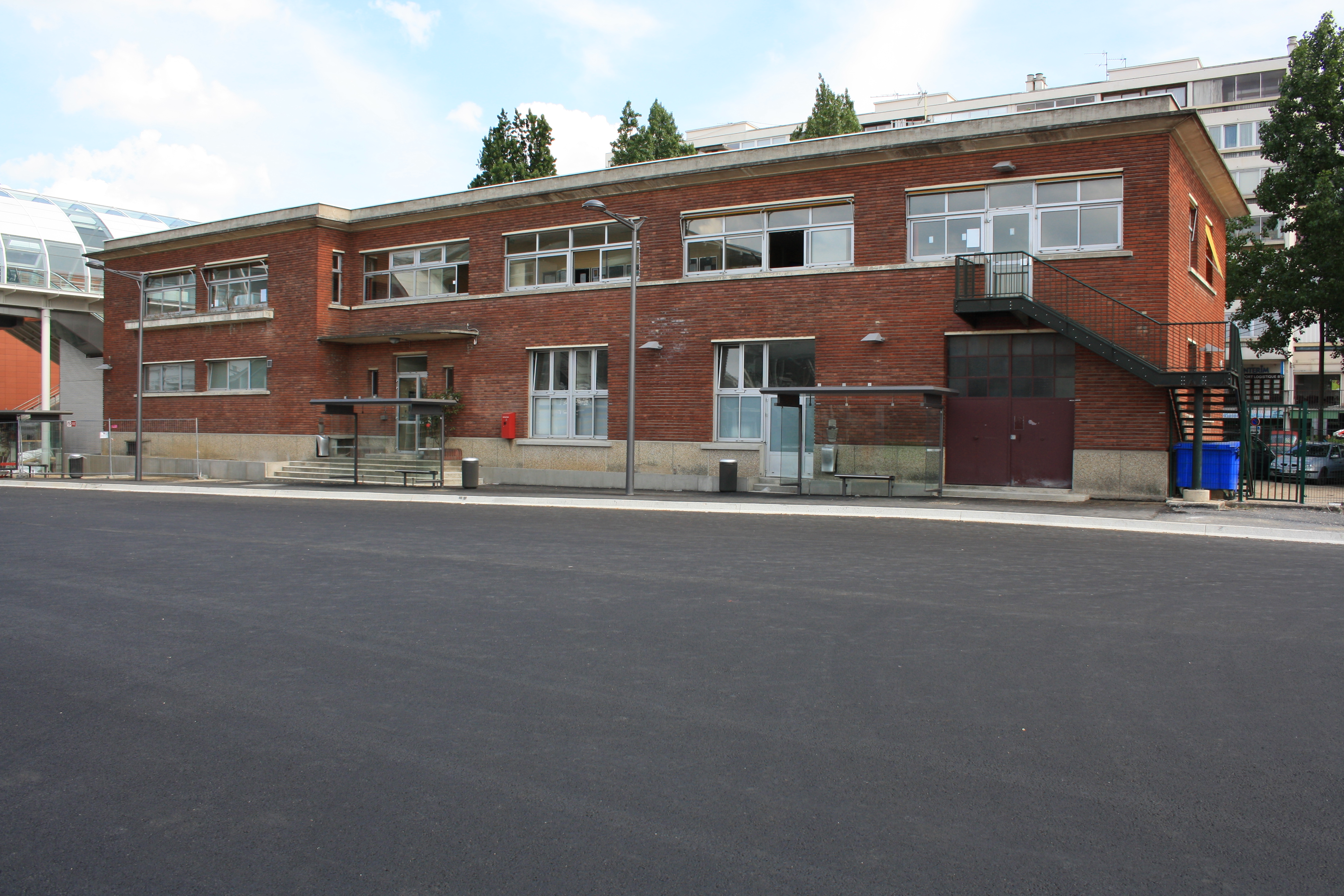
Bâtiment de service de la gare de 1938.

## Dans la culture
La gare sert de décor à l'album SOS Météores des aventures de Blake et Mortimer.
Renaud écrit Le Tango de Massy-Palaiseau (1977) en référence à la gare du même nom. Ce nom est également cité dans la chanson Saucisson de cheval n° 2 de Boby Lapointe.